# Asteriscus imbricatus
Asteriscus imbricatus là một loài thực vật có hoa trong họ Cúc. Loài này được (Cav.) DC. mô tả khoa học đầu tiên năm 1836.